# 약천집
《약천집》(藥泉集)은 정조에게 관각의 나침반이자 나루를 건너는 뗏목이라고 극찬받은 약천 남구만의 소차(疏箚, 상소문)이다. 약천은 이 글들을 통해 간언(諫言)부터 국경 문제까지 다양한 정치적 현안에 대한 그의 신념을 밝힌다.

## 배경
《약천집》은 경종 3년(1723)에 교서관(校書館) 철활자(鐵活字)로 인행되어 34권 17책으로 출간된 것이 유일한 간행본이다. 최규서는 그의 ＜약천집 서(藥泉集序)＞에서 저자의 글을 경세의 문장이라고 평하면서 당나라 육지(陸贄)의 《육선공주의》(陸宣公奏議)에 견주어 비교했다. 정조는 약천의 상소문을 “명백하고 간절해 관각(館閣)의 나침반이자 나루를 건너는 뗏목으로 삼아야 한다”고 극찬했다. 다산 정약용은 해미에 있는 약천의 사당기에서 “당쟁이 격렬해진 뒤로 권력을 잡은 자들은 대부분 편파적이었으나, 유독 약천 남 공은 시종 공정함을 잃지 않았고, 의논이 과격하지 않으면서도 지조가 확고했으니, 세상에 드문 위인이었다”고 평했다.
약천은 무리한 형 집행을 반대하면서도 살인자에게는 반드시 상명(償命)을 해야 함을 강조했다. 상명이란 목숨으로 보상해야 한다는 뜻으로 살인자에게는 사형을 집행해야 함을 이른다. 지금 사형제 폐지 여부가 논란의 대상이 되고 있다. 한번 참고할 만한 자료라고 생각된다. 그리고 국경 문제는 독도의 영유권 문제로 더욱 관심을 끄는 내용이다.
약천은 붕당 정치의 전성기였던 효종, 현종, 숙종에 걸친 삼조(三朝)의 대신으로 정치, 경제, 군사, 의례 등 국정 전반에 걸쳐 많은 영향을 끼친 경세가(經世家)이자 문장가다. 약천의 국방 사상과 역사관, 정치사상 및 붕당에 대한 견해 등은 정치적인 측면에서 연구되고 있고, 문학적인 측면에서도 조명을 받고 있다. 약천의 글을 통해 공평한 법 집행과 국토 수호, 난민 구제, 통치자의 자세 등을 엿볼 수 있다.